# Homero Calderón
Homero Ernesto Calderón Gazui (Valencia, 20 ottobre 1993) è un calciatore venezuelano, centrocampista dell'Arboris Belli.

## Carriera

### Club
Ha giocato nella massima serie dei campionati venezuelano e cipriota.